# Загалти
Загалти (азерб. Zağaltı) — село в Лачинському районі Азербайджанської Республіки.
У 1992-2020 роках населений пункт перебував під контролем збройних сил Вірменії та входив до складу Кашатагського району невизнаної Нагірнокарабаської республіки. Під час Другої Карабаської війни 1 грудня 2020 року село було відвойоване збройними силами Азербайджану. 
Село Загалти розташоване за 70 км від районного центру. Воно знаходиться на північному заході, на кордоні з районом Кельбаджар. Загалти має бібліотеку, школу, будинок культури. За статистичними даними 2006 року населення села складається з 350 азербайджанців. Розташоване на високогірній місцевості. 1 загиблий житель села Загалти у карабаській війні - Аліґулу Іскандаров (1971-1992; азерб. Əliqulu İsgəndərov).
Основним господарством села єтваринництво. Крім тваринництва, основними заняттями є бджільництво, землеробство (зернові культури, коноплі), ткацтво. У гірській місцевості було кілька водяних млинів. У лісі ростуть червоний дуб, липа, чорниця, бук, тисячі фруктових дерев. Тут наявні сотні орних пасовищ з природними джерелами лікувального значення.[джерело?]